# Рено, Лин
Лин Рено (фр. Line Renaud, настоящее имя фр. Jacqueline Enté, Жаклин Энте, род. 2 июля 1928, Ньепп, Франция) — французская актриса и певица.

## Биография
Дочь водителя грузовика и стенографистки, Лин Рено занялась музыкой благодаря отцу, трубачу местного духового любительского оркестра. В семь лет она приняла участие в конкурсе любителей, покорив всех своим выразительным пением.
Отец Лин Рено участвовал во Второй мировой войне. Оставшись в родной деревне, семья оказалась полностью изолирована от общественной жизни, и образованием девочки занимались её бабушка и прабабушка. Девочкой Лин пришлось пережить драматический расстрел нацистами соседских стариков и юношей на деревенской площади в ответ на удары движения Сопротивления.
После этой трагической страницы её жизни Лин Рено ещё во время войны тайком подала документы в консерваторию Лилля, не подозревая, что там набирают на обучение классическому пению. Но ошибка оказалась не напрасной. Перед экзаменационной комиссией она спела очень популярный в то время блюз известного французского композитора Луи Гасте (фр. Louis Gasté), и покорённый её пением директор лилльского радио предложил Лин Рено вакансию певицы. Лин Рено взяла тогда псевдоним Жаклин Рей.
После переезда в Париж Лин Рено ждал международный успех. Её приглашали сниматься и петь в Англии. Она пела в знаменитом «Мулен-Руж» и пользовалась ошеломительным успехом у американцев, благодаря чему получила приглашение на работу в Нью-Йорке и Лос-Анджелесе, а затем и в Канаде. Партнёрами Лин Рено были Джонни Карсон, Дайна Шор, Дин Мартин и Эд Салливан. Во Францию Лин Рено вернулась звездой ревю «Казино де Пари» в Лас-Вегасе. В 1976—1979 годах в возрасте за 50 Лин Рено успешно поставила там своё пятое и последнее представление.
В 1994 году умер муж Лин Рено композитор Лулу Гасте, что стало большим ударом для актрисы. Лин Рено стойко перенесла этот удар судьбы и с головой ушла в работу в театре, добившись новых творческих успехов. Она также много снималась в кино и на телевидении. В июне 1999 году в возрасте 94 лет умирает мать Лин, очень близкий ей человек.
Лин Рено продолжает оставаться и сейчас одной из самых востребованных актрис и певиц Франции. 8 ноября 2010 года вышел новый сольный альбом Лин «Rue Washington», в который были включены в том числе дуэты с Джонни Халлидеем (Ce monde est merveilleux) и Милен Фармер (C’est pas l’heure). На 24 и 25 мая 2011 года запланированы концерты Лин Рено в парижской Олимпии.

## Фильмография
| Год  |     | Русское название                   | Оригинальное название                    | Роль                     |
| ---- | --- | ---------------------------------- | ---------------------------------------- | ------------------------ |
| 1946 | ф   | Ярмарка химер                      | La foire aux chimères                    | певица в кабаре          |
| 1948 | ф   | Красивая сука                      | Une belle garce                          | имя персонажа неизвестно |
| 1950 | кор | Капризы Парижа                     | Caprices de Paris                        | играет саму себя         |
| 1951 | ф   | На волнах                          | Au fil des ondes                         | имя персонажа неизвестно |
| 1952 | ф   | Они в виноградниках...             | Ils sont dans les vignes...              | Роза                     |
| 1953 | ф   | Уходи или повторяй                 | Quitte ou double                         | певица                   |
| 1955 | ф   | Мадлон                             | La Madelon                               | Мадлен                   |
| 1957 | ф   | Мисс со своей шайкой               | Mademoiselle et son gang                 | Агнес Бурдекс            |
| 1959 | ф   | Неугомонный                        | L'increvable                             | Лилиан                   |
| 1959 | ф   | Тысяча звезд сияют                 | Tausend Sterne leuchten                  | Жюльет                   |
| 1987 | с   | Серебряные ложки                   | Silver Spoons                            | Жаклин                   |
| 1989 | ф   | Безумный день, или женитьба Фигаро | La folle journée ou Le mariage de Figaro | Марселина                |
| 1989 | ф   | Откройте, полиция! 2               | Ripoux contre ripoux                     | Симона                   |
| 1991 | тф  | Полночные воспоминания             | Memories of Midnight                     | имя персонажа неизвестно |
| 1992 | тф  | Пески времени                      | The Sands of Time                        | имя персонажа неизвестно |
| 1993 | тф  | Полли Вест возвращается            | Polly West est de retour                 | Полли Вест               |
| 1993 | тф  | В центре внимания                  | Pleins feux                              | Аделина Марго            |
| 1994 | ф   | Не могу уснуть                     | J'ai pas sommeil                         | Нинон                    |
| 1994 | тф  | Верни мне мою дочь                 | Rendez-moi ma fille                      | Лу                       |
| 1995 | с   | Девушки из «Лидо»                  | Les filles du Lido                       | Генриетта                |
| 1996 | ф   | Фиктивный брак                     | Ma femme me quitte                       | Марго Пике               |
| 1996 | тф  | Повышение                          | L'embellie                               | Дора                     |
| 1996 | тф  | Шесть классиков                    | Sixième classique                        | Малам Котелль            |
| 1997 | тф  | Дама по соседству                  | La voisine                               | Симона Кастр             |
| 1997 | тф  | Жизнь за другого                   | Une vie pour une autre                   | Марена                   |
| 1997 | тф  | Поездка в Париж                    | Une femme d'action                       | Колетт Валье             |
| 1998 | тф  | Большая Беке                       | La grande Béké                           | Joucqerie                |
| 1998 | с   | Луиза и рынки                      | Louise et les marchés                    | Луиза Ричард             |
| 1998 | тф  | Жизнь для нас двоих                | À nous deux la vie                       | Фэнни                    |
| 1999 | ф   | Любимая тёща                       | Belle maman                              | Нику                     |
| 1999 | ф   | Пёс в мешке                        | Doggy Bag                                | мать                     |
| 1999 | с   | Маленькая девочка в матроске       | La petite fille en costume marin         | Королева Кадален         |
| 2000 | тф  | Дорожные рулоны                    | Roule routier                            | Флоренция                |
| 2001 | тф  | Хаос                               | Chaos                                    | бабушка                  |
| 2001 | ф   | Мать зла                           | Le mal de mère                           | Мадлен                   |
| 2002 | тф  | Все печали одинаковы               | Tous les chagrins se ressemblent         | Сюзанна                  |
| 2002 | тф  | Большой пивоваренный завод         | La grande brasserie                      | Симона Констант          |
| 2003 | ф   | 18 лет спустя                      | 18 ans après                             | Джули                    |
| 2004 | тф  | Сьюзи Бертон                       | Suzie Berton                             | Сьюзи Бертон             |
| 2004 | тф  | Наша жизнь приснилась              | Nos vies rêvées                          | Минетта                  |
| 2004 | с   | Зеркало воды                       | Le miroir de l'eau                       | Сюзанна Кастелло         |
| 2004 | тф  | Лжец! Лжец!                        | Menteur! Menteuse!                       | Элизабет                 |
| 2005 | тф  | Обычная семья                      | Une famille pas comme les autres         | Blandine                 |
| 2005 | ф   | Смелость любить                    | Le courage d'aimer                       | Лина                     |
| 2005 | с   | Проклятые короли                   | Les rois maudits                         | Мария Венгерская         |
| 2006 | тф  | Сёстры Робин                       | Les soeurs Robin                         | Мария Робин              |
| 2006 | тф  | Присяга Мадо                       | Le serment de Mado                       | Мадо                     |
| 2006 | тф  | Воздействие на судью               | Une juge sous influence                  | Hélène Mugnier           |
| 2006 | ф   | Дом со скидкой                     | La maison du bonheur                     | Тата Сюзанна Балеул      |
| 2006 | тф  | Королева Сильвия                   | La reine Sylvie                          | Сильви Ферере            |
| 2006 | тф  | Туда и обратно в тот же день       | Aller-retour dans la journée             | Элиза Вильдье            |
| 2008 | тф  | Беглянки                           | Fugueuses                                | Клод                     |
| 2008 | ф   | Бобро поржаловать                  | Bienvenue chez les Ch'tis                | мать Антуана Баёля       |
| 2008 | с   | Молчание ястреба                   | Le silence de l'épervier                 | Марго Вивье Лефорт       |
| 2008 | тф  | Тихая женщина                      | La femme tranquille                      | Луиза                    |
| 2010 | тф  | В случае беды                      | En cas de malheur                        | Вивиан                   |
| 2010 | мф  | Ученик Санты                       | Santa's Apprentice                       | Беатрис Лавджой          |
| 2011 | тф  | Изабель исчезла                    | Isabelle disparue                        | Жанна д'Орвал            |
| 2011 | ф   | Круиз                              | La croisière                             | Симона                   |
| 2011 | ф   | Большой ресторан 2                 | Le grand restaurant II                   | леди                     |
| 2012 | тф  | В гармонии с мамой                 | Petits arrangements avec ma mère         | Мария-Луиза              |
| 2012 | тф  | Вопрос времени                     | Simple question de temps                 | Лоуренс Делькур          |
| 2014 | тф  | Мягкий отравитель                  | La douce empoisonneuse                   | Клеменса                 |
| 2014 | тф  | Белинда и я                        | Belinda et moi                           | Жаклин                   |
| 2014 | тф  | Провидец                           | La voyante                               | Вера Беллини             |
| 2015 | с   | 10 %                               | 10 %                                     | имя персонажа неизвестно |
| 2018 | ф   | От семьи не убежишь                | La Ch'tite Famille                       | Сюзанн (мать Валентина)  |